# Подземный автосамосвал

Конструктивная схема подземного автосамосвала: 1 — одноосный тягач; 2 — полуприцеп

Подзе́мный автосамосва́л — самосвал специальной конструкции, предназначенный для проведения работ в подземных горных выработках.

## Общее описание
Отличительной особенностью подземных автосамосвалов является компактность и небольшая высота, что обусловлено ограниченностью пространства в горных выработках. Также они должны обладать хорошей манёвренностью. Грузоподъёмность данного типа машин достигает 40 т. Они получили широкое распространение при большом объёме транспортных операций. Эти машины способны преодолевать затяжные подъёмы.
Автосамосвалы типа «думпер», у которых поворот сидения и механизма управления осуществляется на 180° без разворота всей машины, могут использоваться в узких забоях.
Выбор подземных автосамосвалов обусловливается поперечными размерами выработок: если площадь сечения мала — используют думперы, а если большая (12 м² и более) — машины МАЗ, МоАЗ и др. Могилёвские самосвалы (МоАЗы) выпускаются серийно. Их грузоподъёмность составляет 20 т, максимальная скорость движения — 40 км/ч, а на трассах с углом наклона 10° — 4…6 км/ч.
В подземных условиях автосамосвалы используются при проведении работ в выработках с площадью сечения 12 м² и более. В последнем случае использование автомобилей особенно эффективно, когда выработки связаны с поверхностью штольней, уклон которой не превышает 0,16. Эти машины, служащие для разных грузов и людей, могут иметь особо малую (до 1 т), малую (1—2 т), среднюю (2—5 т) и большую (свыше 5 т) грузоподъёмность. Они работают от карбюраторного, электрического или дизель-электрического приводов.
Выбор типа и числа автосамосвалов связывают с планом и профилем трассы, характеристикой дорожного покрытия, расположением пунктов загрузки и разгрузки, сменной производительностью и особенностями транспортируемых материалов. При большом объёме горной массы и значительной длине транспортирования целесообразна эксплуатация мощных автосамосвалов типов КрАЗ-256Б, БелАЗ и др.

## Конструкция
Подземный самосвал представляет собой одноосный тягач с самосвальным полуприцепом (см. рисунок). Основные узлы машины соединены двойным шарниром, который позволяет выполнять поворот тягача относительно полуприцепа (то есть, обеспечивается требуемая манёвренность). Движение осуществляется с помощью карданного вала через коробку передач, имеющую четыре скорости для перемещения вперёд и столько же — назад. Двигатель оборудован двухступенчатой системой очистки выхлопных газов (кристаллический нейтрализатор и жидкостная ванна). Кузов полуприцепа опрокидывается с помощью двух гидроцилиндров.